# Bulbophyllum uroplatoides
Bulbophyllum uroplatoides är en orkidéart som beskrevs av Johan Hermans och G.A.Fisch. Bulbophyllum uroplatoides ingår i släktet Bulbophyllum och familjen orkidéer. Inga underarter finns listade i Catalogue of Life.